# Răzvan Petrescu
Răzvan Petrescu (n. 20 septembrie 1956, în București) este un scriitor, dramaturg și editor român, membru al Uniunii Scriitorilor din România.

## Biografie
Răzvan Petrescu a urmat cursurile Școlii generale nr. 86 în paralel cu Școala de Arte Plastice nr. 2, apoi Liceul 43 (actualmente Ioan Cuza) din București. Tatăl (Radu Petrescu), medic radiolog, mama (Elena Petrescu), asistentă medicală specializată în dermatologie. Este căsătorit din 1984 cu Mariana Petrescu (medic), și are un fiu, Andrei Ioan (născut în 1999).  
A absolvit Facultatea de Medicină Generală Carol Davila din București în 1982. Practică opt ani, primii trei la spitalele Victor Babeș, Fundeni și Municipal, următorii cinci, ca medic generalist la dispensarul Pietroșița. A renunțat la medicină în 1990, și pînă-n 1992 a fost redactor la revistele Cuvîntul și Amfiteatru, apoi la Editura Litera. În 1993, a lucrat ca referent de specialitate la Ministerul Culturii. În 1994 s-a angajat ca redactor la Editura Alfa (Grupul Editorial ALL), unde a lucrat opt ani. Apoi a devenit pentru un an director editorial la Editura Rosetti. Între 2004 și 2019 a lucrat la Curtea Veche Publishing, după care s-a dedicat exclusiv literaturii. A fost descoperit în 1986 de criticul literar Mircea Martin, căruia i-a frecventat cenaclul (Universitas) între 1986 și 1990.  
Inclus în mai multe volume colective, patru antologii de proză scurtă și în manualele de limba și literatura română pentru clasa a X-a, publicate de editurile Univers, Paralela 45 și Rosetti la sfîrșitul anilor '90. A fost tradus în Canada, Spania, Israel, Anglia, Bulgaria, Serbia,  Slovenia, Franța, Suedia, Ucraina, SUA. 
Colaborează cu proză și articole de opinie la aproape toate revistele literare din țară. 

## Lucrări publicate

### Proză
- Debutează în 1986, în volumul colectiv Debut '86;
- Grădina de vară, Cartea Românească, proză scurtă (1989);
- Eclipsa, Cartea Românească, proză scurtă (1993);
- Într-o după-amiază de vineri, Cartea Românească, proză scurtă (1997);
- Foxtrot XX, Cartea Românească, metajurnal, eseuri și publicistică (2008);
- Variațiuni pe o temă de Vater-Puccini, Curtea Veche Publishing, interviuri în proză (2013);
- Scrisori către Mihai, epistolar, Curtea Veche Publishing (2014);
- Ursulețul lui Freud, critică ficțional-literară, Curtea Veche Publishing (2015);
- Mandarina, proză scurtă, Curtea Veche Publishing (2017);
- Cuțitul japonez, proză scurtă, Polirom (2021).

Michel Simion, prietenul dintotdeauna, odinioară Mihai Simionescu: "Deși nu seamănă cu nimeni și este profund original, Răzvan Petrescu a fost inițial fascinat de Louis Ferdinand Céline, pe care l-a descoperit în anii liceului. Un singur critic, Dan Stanca (este și un important scriitor), a descoperit această influență subterană (printre multe altele ecouri, toate trecute prin propriul filtru pentru a ajunge la scriitura originală care-l caracterizează). Ca și la marele scriitor francez, disperarea este machiată cu un umor cinic. Ca și Céline, Răzvan Petrescu nu propune nici o soluție, pentru că pur și simplu  nu crede că există soluții. Scriitorul român are un profund  "sentiment tragic al vieții. Dincolo de stil (e considerat unul dintre cei mai mari stiliști români, "maestrul din umbră al literaturii române" - Marius Chivu), dincolo de vocabular, umor negru, absurd și subiecte dure, se ascunde un om chinuit într-o lume cu care nu mai are nici o legatură."

### Teatru
- Farsa (1994)
- Primăvara la bufet (1995)

### Antologii
- Antologia Generația '80 în proza scurtă (Editura Paralela 45, 1998)
- Volumul antologic de proză scurtă românească The Phantom Church and Other Stories alcătuit de Florin Manolescu (University of Pittsburg Press, 1996, traducere de Georgiana Fârnoagă și Sharon King)
- Volumul Mici schimbări de atitudine (antologie), Editura Allfa, 2003
- Volumul Rubato (antologie), Curtea Veche Publishing, 2011.
- Nouvelles de Roumanie (antologie de povestiri colective), Paris, Éditions Magellan & Cie, 2024

### Volume colective
- Cartea cu bunici, coord. de Marius Chivu -  Gabriela Adameșteanu, Radu Afrim, Iulia Alexa, Adriana Babeți, Anamaria Beligan, Adriana Bittel, Ana Blandiana, T. O. Bobe, Lidia Bodea, Emil Brumaru, Alin Buzărin, Alexandru Călinescu, Matei Călinescu, Daniela Chirion, Livius Ciocârlie, Adrian Cioroianu, Alexandru Cizek, Andrei Codrescu, Denisa Comănescu, Radu Cosașu, Dana Deac, Florin Dumitrescu, B. Elvin, Cătălin Dorian Florescu, Filip Florian, Matei Florian, Șerban Foarță, Emilian Galaicu-Păun, Vasile Gârneț, Cristian Geambașu, Dragoș Ghițulete, Cristian Ghinea, Bogdan Ghiu, Stela Giurgeanu, Adela Greceanu, Bogdan Iancu, Nora Iuga, Doina Jela, Alexandra Jivan, Ioan Lăcustă, Florin Lăzărescu, Dan Lungu, Cosmin Manolache, Anca Manolescu, Angela Marinescu, Virgil Mihaiu, Mircea Mihăieș, Călin-Andrei Mihăilescu, Dan C. Mihăilescu, Vintilă Mihăilescu, Ruxandra Mihăilă, Lucian Mîndruță, Adriana Mocca, Cristina Modreanu, Ioan T. Morar, Ioana Morpurgo, Radu Naum, Ioana Nicolaie, Tudor Octavian, Andrei Oișteanu, Radu Paraschivescu, H.-R. Patapievici, Dora Pavel, Irina Petraș, Cipriana Petre, Răzvan Petrescu, Marta Petreu, Andrei Pleșu, Ioan Es. Pop, Adina Popescu, Simona Popescu, Radu Pavel Gheo, Tania Radu, Antoaneta Ralian, Ana Maria Sandu, Mircea-Horia Simionescu, Sorin Stoica, Alex Leo Șerban, Robert Șerban, Tia Șerbănescu, Cătălin Ștefănescu, Pavel Șușară, Iulian Tănase, Antoaneta Tănăsescu, Cristian Teodorescu, Lucian Dan Teodorovici, Călin Torsan, Traian Ungureanu, Constanța Vintilă-Ghițulescu, Ciprian Voicilă, Sever Voinescu; Ed. Humanitas, 2007;

## Premii și distincții
- Premiul Fundației Liviu Rebreanu (1989) acordat de Uniunea Scriitorilor, pentru volumul Grădina de vară;
- Premiul orașului Tîrgoviște pentru cea mai bună carte de proză a anului (1993) pentru volumul Eclipsa;
- Premiul UNITER pentru cea mai bună piesă de teatru a anului (1994) pentru piesa de teatru Farsa;
- Marele premiu Camil Petrescu la prima ediție a Concursului Național de dramaturgie (1994), organizat de Ministerul Culturii, pentru piesa de teatru Primăvara la bufet;
- Premiul pentru dramaturgie al Uniunii Scriitorilor (1995) pentru aceeași piesă, Primăvara la bufet;
- Premiul Asociației Scriitorilor Profesioniști din România (ASPRO, 1995) pentru volumul Într-o după-amiază de vineri;
- Premiul pentru proză al Asociației Scriitorilor din București (1997), tot pentru volumul Într-o după-amiază de vineri;
- Premiul Cartea Anului la Salonul Național de Carte de la Cluj (1997), pentru aceeași carte, Într-o după-amiază de vineri;
- Nominalizare la premiile revistei "Observator cultural" pe 2008, pentru volumul Foxtrot XX;
- Premiul pentru proză pe anul 2008, acordat de Radio România Cultural, pentru volumul Foxtrot XX;
- Nominalizat la  Gala Industriei de Carte din România "Bun de tipar" 2015, pentru volumul epistolar Scrisori către Mihai.
- Premiul pentru proză "Observator cultural" pentru volumul Mandarina;
- Premiul Național pentru proză "Ziarul de Iași" pentru volumul Mandarina;
- Premiul Iocan pentru cea mai bună carte de proză scurtă a anului 2017, tot pentru Mandarina.